# Collix olivia
Collix olivia är en fjärilsart som beskrevs av Robinson 1975. Collix olivia ingår i släktet Collix och familjen mätare. Inga underarter finns listade i Catalogue of Life.